# Do Bareh
Do Bareh (persiska: دو بره, دُبرِه) är en ort i Iran.   Den ligger i provinsen Västazarbaijan, i den nordvästra delen av landet, 600 km väster om huvudstaden Teheran. Do Bareh ligger 1 514 meter över havet och antalet invånare är 276.
Terrängen runt Do Bareh är huvudsakligen kuperad, men västerut är den bergig. Do Bareh ligger nere i en dal.Runt Do Bareh är det ganska tätbefolkat, med 185 invånare per kvadratkilometer. Närmaste större samhälle är Anhar-e Soflá, 16,2 km öster om Do Bareh. Trakten runt Do Bareh består i huvudsak av gräsmarker.